# Amerikaanse fregatvogel
De Amerikaanse fregatvogel (Fregata magnificens) is een zeevogel uit de familie van de fregatvogels (Fregatidae). De vogel komt voor in de tropische en subtropische kustwateren.

## Kenmerken
De Amerikaanse fregatvogel is ongeveer 97-100 cm lang en heeft een spanwijdte van 241 cm. Mannetjes lijken sterk op de evengrote grote fregatvogel, ze zijn volledig zwart en hebben een rode keelzak. Wanneer de zon weerkaatst op de veren, lijken ze paars te zijn. De grote fregatvogel heeft een groene glans en een bruine band, die ontbreekt bij deze soort. Vrouwtjes zijn ook zwart en de kop en de keel zijn zwart, maar hun borst is wit. Bij juvenielen is de kop ook wit.
De grootste voedselbron is vis. Soms valt de Amerikaanse fregatvogel andere zeevogels aan en dwingt hen om hun gevangen vis af te staan. Fregatvogels landen niet op water en vangen hun voedsel altijd in de vlucht.

## Verspreiding en leefgebied
De vogel komt voor in de tropische en subtropische kustwateren van Noord-, Midden-, Zuid-Amerika (inclusief de Caraïben en Galapagoseilanden) en op de Kaapverdische eilanden. De broedplaatsen liggen in bos en struikgewas en soms ook worden nesten op de grond gemaakt. De vogel is niet alleen afhankelijk van mangrovebos.
De soort telt twee ondersoorten:
- F. m. magnificens: Galapagoseilanden.
- F. m. rothschildi: Noord-, Midden- en Zuid-Amerika en Kaapverdië.

## Status
De Amerikaanse fregatvogel heeft een groot verspreidingsgebied en daardoor alleen al is de kans op uitsterven uiterst gering. De grootte van de populatie is in 2019 geschat op 190 duizend volwassen vogels. Deze fregatvogel staat als niet bedreigd op de Rode Lijst van de IUCN.

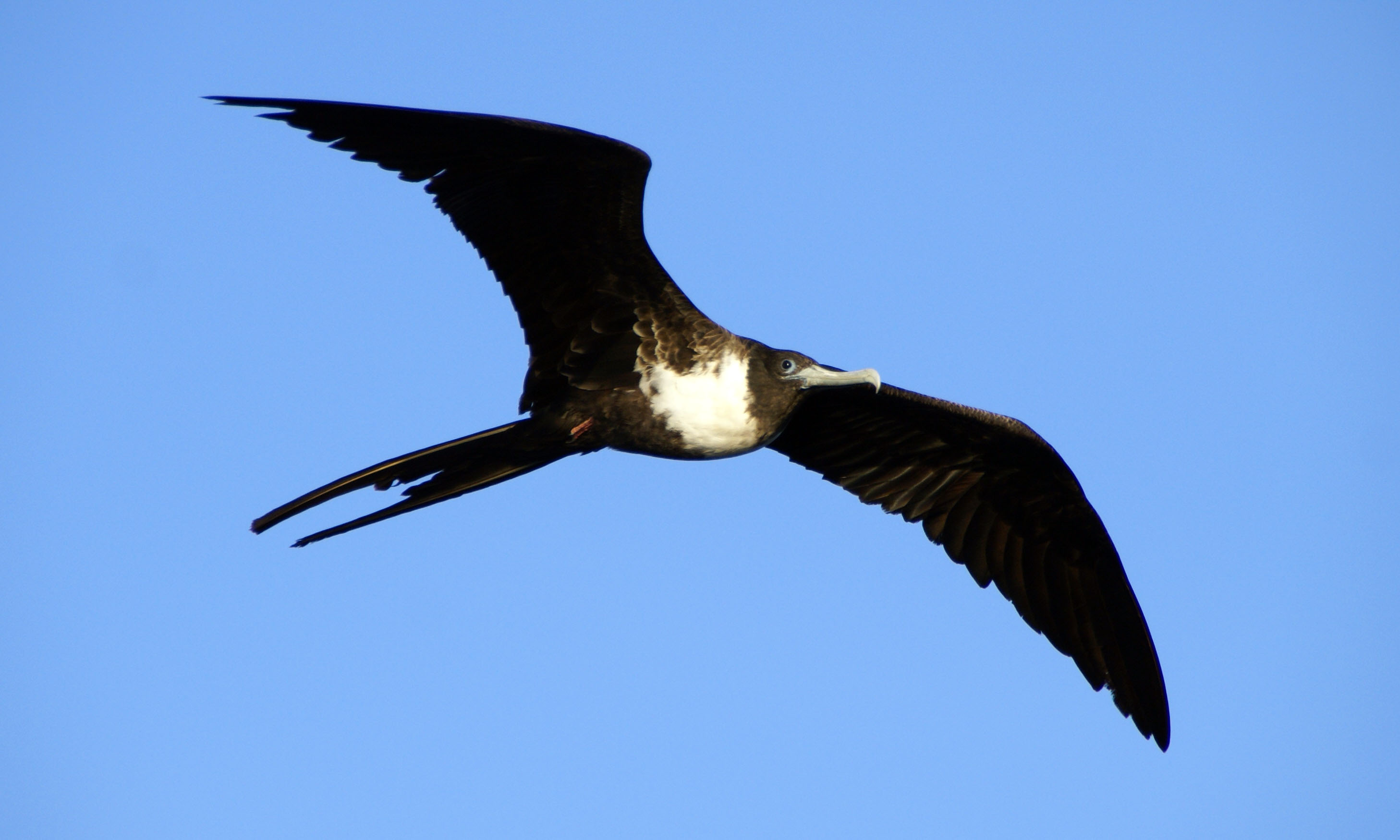
Vrouwtje Amerikaanse fregatvogel in vlucht.